# The Shield – Kemény zsaruk
A The Shield – Kemény zsaruk (eredeti cím: The Shield) 2002 és 2008 között futott amerikai televíziós sorozat. A műsor alkotója Shawn Ryan, a történet pedig a Los Angeles-i Rendőrség egyik alosztályát követi, ahol ha kell illegális módszerekkel harcolnak a bűnözők ellen. A főbb szereplők közt megtalálható Michael Chiklis, Catherine Dent, Reed Diamond, Walton Goggins és Michael Jace.
A sorozatot az Amerikai Egyesült Államokban az FX adta 2002. március 12. és 2008. november 25. között. Magyarországon először az RTL Klub mutatta be, később az AXN is műsorra tűzte.

## Cselekmény
A műsor a Los Angeles-i rendőrség egy speciális részlegét mutatja be, ami a sorozathoz kitalált, Farmington nevű kerületben teljesít szolgálatot. A "Farm"nak is becézett körzetben rendszeresek a bandákhoz köthető bűncselekmények, a drogterjesztés és a prostitúció, a kerület rendjének fenntartása érdekében a tagom nem restek törvénytelen eszközökhöz folyamodni. A csapat fő csapatát Vic Mackey nyomozó vezeti kollegáival, Shane Vendrellel, Curtis Lemansky-val és Ronnie Gardockival.

## Szereplők
| Szereplő                    | Színész           | Magyar hang                      |
| --------------------------- | ----------------- | -------------------------------- |
| Vic Mackey                  | Michael Chiklis   | Berzsenyi Zoltán                 |
| Shane Vendrell              | Walton Goggins    | Rajkai Zoltán                    |
| Curtis "Lemonhead" Lemansky | Kenneth Johnson   | Tóth Roland                      |
| Ronnie Gardocki             | David Rees Snell  | Papp Dániel Rába Roland          |
| Danielle "Danny" Sofer      | Catherine Dent    | Kocsis Mariann                   |
| Julien Lowe                 | Michael Jace      | Láng Balázs Csík Csaba Krisztián |
| Claudette Wyms              | CCH Pounder       | Illyés Mari                      |
| Holland "Dutch" Wagenbach   | Jay Karnes        | Tarján Péter                     |
| David Aceveda               | Benito Martinez   | Kőszegi Ákos                     |
| Monica Rawling              | Glenn Close       | Menszátor Magdolna               |
| Corrine Mackey              | Cathy Cahlin Ryan | Kovács Vanda                     |
| John Kavanaugh              | Forest Whitaker   | Bognár Tamás                     |
| Steve Billings              | David Marciano    |                                  |
| Tina Hanlon                 | Paula Garcés      | Zsigmond Tamara                  |
| Cassidy Mackey              | Autumn Chiklis    |                                  |
| Mara Sewell Vendrell        | Michele Hicks     | F. Nagy Eszter                   |
| Olivia Murray               | Laurie Holden     | Udvarias Anna                    |

## Epizódok
| Évad | Évad | Epizódok | Eredeti sugárzás    | Eredeti sugárzás   | Eredeti adó |
| Évad | Évad | Epizódok | Évadpremier         | Évadfinálé         | Eredeti adó |
| ---- | ---- | -------- | ------------------- | ------------------ | ----------- |
|      | 1    | 13       | 2002. március 12.   | 2002. június 4.    | FX          |
|      | 2    | 13       | 2003. január 7.     | 2003. április 1.   | FX          |
|      | 3    | 15       | 2004. március 9.    | 2004. június 15.   | FX          |
|      | 4    | 13       | 2005. március 15.   | 2005. június 14.   | FX          |
|      | 5    | 11       | 2006. január 10.    | 2006. március 21.  | FX          |
|      | 6    | 10       | 2007. április 3.    | 2007. június 5.    | FX          |
|      | 7    | 13       | 2008. szeptember 2. | 2008. november 25. | FX          |

## Díjak és jelölések
| Év   | Díj                     | Kategória                                                                    | Jelölt                     | Eredmény |
| ---- | ----------------------- | ---------------------------------------------------------------------------- | -------------------------- | -------- |
| 2002 | Primetime Emmy-díj      | Legjobb férfi főszereplő (drámasorozat)                                      | Michael Chiklis            | Elnyerte |
| 2002 | Primetime Emmy-díj      | Legjobb rendezés (drámasorozat)                                              | Clark Johnson              | Jelölve  |
| 2002 | Primetime Emmy-díj      | Legjobb forgatókönyv (drámasorozat)                                          | Shawn Ryan                 | Jelölve  |
| 2003 | NAACP Image Award       | Legjobb színésznő drámasorotatban                                            | CCH Pounder                | Jelölve  |
| 2003 | Satellite Award         | Legjobb színész (drámasorozat)                                               | Michael Chiklis            | Jelölve  |
| 2003 | Satellite Award         | Legjobb színésznő (drámasorozat)                                             | CCH Pounder                | Elnyerte |
| 2003 | Golden Globe-díj        | Legjobb televíziós drámasorozat                                              | The Shield – Kemény zsaruk | Elnyerte |
| 2003 | Golden Globe-díj        | Legjobb férfi főszereplő (drámasorozat)                                      | Michael Chiklis            | Elnyerte |
| 2003 | Primetime Emmy-díj      | Legjobb férfi főszereplő (drámasorozat)                                      | Michael Chiklis            | Jelölve  |
| 2003 | GLAAD Media Award       | Legjobb televíziós drámasorozat                                              | The Shield – Kemény zsaruk | Jelölve  |
| 2003 | Screen Actors Guild-díj | Legjobb színész (drámasorozat)                                               | Michael Chiklis            | Jelölve  |
| 2004 | Golden Globe-díj        | Legjobb férfi főszereplő (drámasorozat)                                      | Michael Chiklis            | Jelölve  |
| 2004 | Satellite Award         | Legjobb televíziós drámasorozat                                              | The Shield – Kemény zsaruk | Elnyerte |
| 2004 | Satellite Award         | Legjobb színész (drámasorozat)                                               | Michael Chiklis            | Elnyerte |
| 2004 | Satellite Award         | Legjobb színésznő (drámasorozat)                                             | CCH Pounder                | Elnyerte |
| 2004 | NAACP Image Award       | Legjobb színésznő drámasorozatban                                            | CCH Pounder                | Jelölve  |
| 2005 | AFI-díj                 | Az év tevéműsora                                                             | The Shield – Kemény zsaruk | Elnyerte |
| 2005 | Satellite Award         | Legjobb televíziós drámasorozat                                              | The Shield – Kemény zsaruk | Jelölve  |
| 2005 | Golden Globe-díj        | Legjobb férfi főszereplő (drámasorozat)                                      | Michael Chiklis            | Jelölve  |
| 2005 | Primetime Emmy-díj      | Legjobb női főszereplő (drámasorozat)                                        | Glenn Close                | Jelölve  |
| 2005 | Primetime Emmy-díj      | Legjobb női mellékszereplő (drámasorozat)                                    | CCH Pounder                | Jelölve  |
| 2005 | Peabody-díj             | "Area of Excellence"                                                         | The Shield – Kemény zsaruk | Elnyerte |
| 2006 | ALMA-díj                | Legjobb férfi mellékszereplő (drámasorozat)                                  | Benito Martinez            | Jelölve  |
| 2006 | NAACP Image Award       | Legjobb színésznő drámasorozatban                                            | CCH Pounder                | Jelölve  |
| 2006 | NAACP Image Award       | Legjobb rendező drámasorozatban                                              | Philip G. Atwell           | Jelölve  |
| 2006 | Satellite Award         | Legjobb férfi mellékszereplő (televíziós sorozat, minisorozat vagy tévéfilm) | Forest Whitaker            | Jelölve  |
| 2006 | Golden Globe-díj        | Legjobb férfi főszereplő (drámasorozat)                                      | Michael Chiklis            | Jelölve  |
| 2007 | ALMA-díj                | Legjobb férfi mellékszereplő (drámasorozat)                                  | Benito Martinez            | Elnyerte |
| 2007 | NAACP Image Award       | Legjobb színésznő drámasorozatban                                            | CCH Pounder                | Jelölve  |
| 2008 | ALMA-díj                | Legjobb férfi mellékszereplő (drámasorozat)                                  | Benito Martinez            | Jelölve  |
| 2008 | ALMA-díj                | Legjobb női mellékszereplő (drámasorozat)                                    | Paula Garcés               | Jelölve  |
| 2008 | NAACP Image Award       | Legjobb színésznő drámasorozatban                                            | CCH Pounder                | Jelölve  |
| 2009 | AFI-díj                 | Az év tévéműsora                                                             | The Shield – Kemény zsaruk | Elnyerte |
| 2009 | NAACP Image Award       | Legjobb színésznő drámasorozatban                                            | CCH Pounder                | Jelölve  |
| 2009 | ALMA-díj                | Legjobb férfi mellékszereplő (drámasorozat)                                  | Benito Martinez            | Jelölve  |
| 2009 | ALMA-díj                | Legjobb női mellékszereplő (drámasorozat)                                    | Paula Garcés               | Jelölve  |